# Alessandro Speroni
Alessandro Speroni (1680 – 1740) è stato un architetto italiano.

## Biografia
Alessandro svolge la sua formazione artistica presso la prestigiosa Accademia di San Luca di Roma, nell'ambito della quale vince il concorso "Cappella" della seconda classe nel 1694 come allievo di architettura.
Fu allievo di Carlo Fontana e poi di Carlo Francesco Bizzaccheri, con il quale lavorò come coadiuvatore nella ricostruzione della cattedrale di Orte nel 1713.
Fu attivo principalmente a Roma dove, tra 1705 e il 1710 lavorò all'ampliamento del convento di San Carlo alle Quattro Fontane, tra il 1716 e il 1719 alla realizzazione della cappella di San Michele nella basilica di Sant'Eustachio, nel 1727 alla chiesa di San Gioacchino e Santa Anna dei Padri Carmelitani Scalzi alle Quattro Fontane.
Oltre alle architetture religiose gli furono commissionati progetti di palazzi e case private di famiglie nobiliari romane di primaria importanza: tra il 1722 e il 1730 progettò diversi edifici per i Cenci, i Rospigliosi e i Pallavicini, mentre tra il 1730 e il 1734 lavorò nel palazzo Altieri dove realizzò il braccio in aggetto sulla scuderia, la “galleria imperfetta” e le rimesse su via di Santo Stefano del Cacco.